# Compsophorus kurarensis
Compsophorus kurarensis là một loài tò vò trong họ Ichneumonidae.